# Żnin
Żnin ([ʐɲin]  ( hør) tysk: Znin, 1941-45: Dietfurt) er en by i det nordlige centrale Polen. den ligger i voivodskabet Kujawsko-pomorskie og har 13.268(2022) indbyggere, og et areal på 8,35 km². Den er administrationsby i powiat Żnin

## Geografi
Żnin ligger i regionen Storpolen på begge sider af Gąsawka (Gonsawka) mellem Duże Żnińskie og Małe Żnińskie (Store og Little Lake Znin ), omkring 30 kilometer sydvest for Bydgoszcz (Bromberg) og 75 kilometer nordøst for byen Posen.